# Eckhard Christian
Eckhard Christian (1 december 1907 - 3 januari 1985) was een officier van de Luftwaffe tijdens de Tweede Wereldoorlog en behaalde de rang van een Generalmajor. Op 2 februari 1943 trouwde hij met Gerda Daranowski, de privésecretaresse was van Adolf Hitler. Eckhard werd door Britse troepen op 8 mei 1945 gevangengenomen en zat in gevangenschap tot 7 mei 1947.

## Biografie
Eckhard Christian is geboren in Charlottenburg. In 1926 meldde hij zich aan bij de Reichsmarine. In 1928 en 1929 volgde hij een officiersopleiding. Hij bleef bij de marine en kreeg de rang van Leutnant zur See. In 1934 ging Eckhard naar de zweefvliegschool van de Luftwaffe in Warnemünde, waar hij een jaar later tot Hauptmann (Kapitein) bevorderd werd. Hij werd overgeplaatst naar het Ministerie van Luchtmacht. Op 1 juni 1940 kreeg hij de rang van Major (Majoor) en was hij geattacheerd bij de bevelhebbende staf in het hoofdkwartier van Adolf Hitler, alwaar hij verder bevorderd werd tot Oberstleutnant (Luitenant-kolonel).
Toen hij in het hoofdkwartier van Hitler werkte leerde hij Gerda "Dara" Daranowski kennen, de privésecretaresse van Adolf Hitler. Eckhard en Daranowski trouwden op 2 februari 1943, waarna Gerda Christian tijdelijk stopte met haar werk. Haar taken werden overgenomen door Traudl Junge. Op 1 maart 1943 kreeg Eckhard de rang van Oberst (Kolonel). Midden 1943 keerde Gerda Christian terug als een van Hitlers persoonlijke secretaresses. Na de dood van Generaloberst Hans Jeschonnek werd Eckhard opnieuw bevorderd, nu naar de rang van Generalmajor en werd op Hitlers verzoek Chef des Luftwaffe-Führungsstabes (bevelhebber van de Luftwaffe's commandostaf) op 1 september 1944.
In april 1945 was Eckhard gestationeerd in Berlijn in de Führerbunker. Hij verliet de bunker op 22 april 1945 om zich aan te sluiten bij de OKW van de Luftwaffe. Zijn vrouw was een van de twee secretaresses die vrijwillig bij Hitler bleven in de Führerbunker.
Op 8 mei 1945 werd in Mürwik Eckhard door Britse troepen gevangengenomen en bleef in gevangenschap tot 7 mei 1947. Gerda en Eckhard werden nooit verenigd, in 1946 scheidde Gerda van Eckhard, omdat hij niet in de bunker gebleven was na de dood van Hitler. Eckhard stierf op 3 januari 1985 in Bad Kreuznach.

## Militaire loopbaan
- Matrosen-Gefreiter: 1 april 1927[4]
- Fähnrich zur See: 1 april 1928[4]
- Oberfähnrich zur See: 1 juni 1930[4]
- Leutnant zur See: 1 oktober 1930[4]
- Oberleutnant Zur See: 1 januari 1933[4]
- Hauptmann: 1 april 1935[4]
- Major: 1 juni 1940[4]
- Oberstleutnant: 15 maart 1942[4]
- Oberst: 1 maart 1943[4]
- Generalmajor: 1 september 1944[4]

## Decoraties
- Duits Kruis in zilver gekregen op 10 mei 1945 als Generalmajor en bevelhebber van de Luftwaffen-Führungsstab en Verbindungskommando naar de OKW-Stab[5][4]
- IJzeren Kruis 1939, 1e Klasse en 2e Klasse[4]
- Kruis voor Oorlogsverdienste, 1e Klasse en 2e Klasse met Zwaarden[4]
- Narvikschild
- Orde van het Vrijheidskruis op 18 augustus 1943[4]
- Flugzeugführerabzeichen
- Dienstonderscheiding van Leger, 3de en 4de klasse[4]